# آتشبار

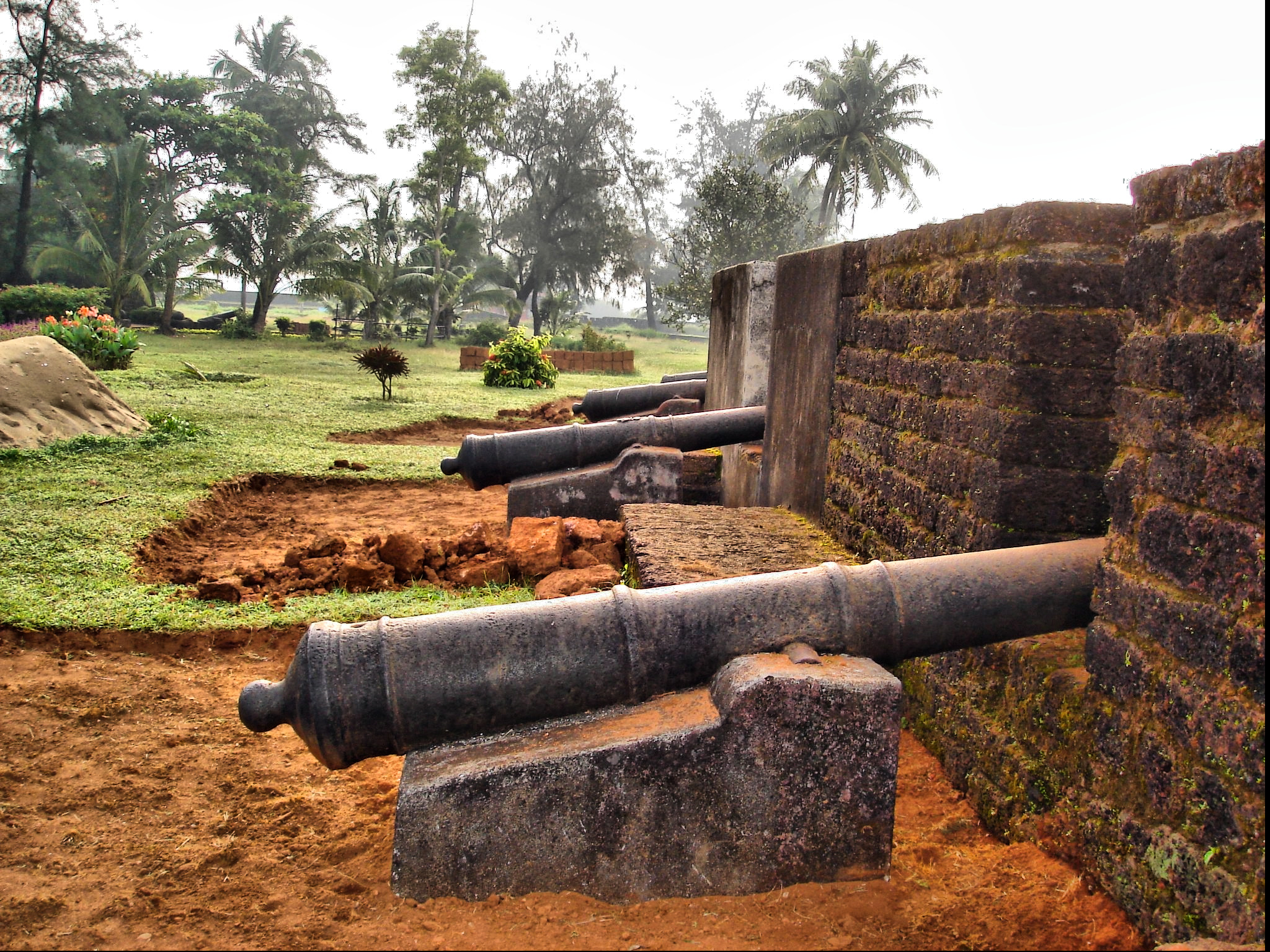
توپخانه

آتشبار یکی از یگان‌های رَستهٔ توپخانهٔ نیروی زمینی و نیز پدافند هوایی است و معادل گروهان در رستهٔ پیاده است. آتشبار کوچک‌تر از «گردان توپخانه» یا «گردان پدافند هوایی» است.
منشأ آتشبار به دوک‌نشین بزرگ لیتوانی در سال ۱۶۵۰ میلادی بازمی‌گردد.